# Тан Цзяхун
Тан Цзяхун (кит. трад. 唐嘉鴻, пиньинь Táng Jiāhóng; род. 23 сентября 1996, Тайбэй) — тайваньский гимнаст, бронзовый призёр летних Олимпийских игр 2024 года, чемпион Азиатских игр 2018 года, призёр чемпионатов Азии, победитель летней Универсиады 2019 года. Участник летних Олимпийских игр 2020 и 2024 годов.

## Биография
В детском саду у Тана был диагностирован легкий синдром дефицита внимания и гиперактивности, тогда родители записали его на занятия гимнастикой. Спортсмен был вдохновлен документальным фильмом о тайваньских гимнастах 2004 года «Прыгай!».

## Спортивная карьера
В 2018 году на летних Азиатских играх в Джакарте стал победителем в соревнованиях на перекладине, а также завоевал серебряную медаль в вольных упражнениях.
В 2019 году на чемпионате Азии в Улан-Баторе завоевал две медали. Стал серебряным призёром в упражнениях на перекладине и бронзовым призёром в командном многоборье. В этом же году победил на летней Универсиаде в Неаполе в соревнованиях на перекладине.
В 2022 году на чемпионате Азии в Дохе тайваньская команда в многоборье завоевала бронзовую медаль, Тан Цзяхун являлся членом этой команды.
На летних Олимпийских играх в Париже Тан завоевал бронзовую олимпийскую медаль в упражнениях на перекладине, показав результат 13,966 баллов.